# John D. MacDonald
John Dann MacDonald (Sharon, Pennsylvania, 1916. július 24. – Milwaukee, Wisconsin, 1986. december 28.) nagyon termékeny amerikai író, aki főként detektívregényeket és thrillereket írt. Közülük soknak Florida, az író fogadott hazája a színhelye. Sci-fiket és esszéket is gyakran írt. Legnépszerűbb a Travis McGee-sorozata, legismertebb regényei a The Executioners (1957), amelyből két film is készült: a Cape Fear címmel Gregory Peckkel és Robert Mitchummal 1962-ben, és a Cape Fear - A rettegés foka, amelyet 1991-ben Martin Scorsese rendezett Nick Nolte és Robert De Niro főszereplésével, meg a One Monday We Killed Them All (1962) pszichopata gyilkosokról szól.
1972-ben elnyerte az Amerikai Misztikus Írók nagymestere címet, 1980-ban pedig az Amerikai Könyv Díjat. Stephen King szerint: „nagy alkotóművész, korunk fantasztikus mesemondója”.

## Életrajz
A Mercer megyei Sharonban született. A helyi Wharton School után a Harvard Egyetemre iratkozott be, ahol üzemgazdászként kitüntetéssel végzett, de csak egy szerény kis munkahelyet kapott New Yorkban. A Syracuse-i Egyetemen találkozott Dorothy Prentisszel, akit 1937-ben feleségül vett. Később jól fel tudta használni regényeiben a képzettségét és tapasztalatait a gazdasági életbeni illetve a vállalati csalások ábrázolásában.
1940-ben belépett a hadseregbe a tüzérséghez, ám valójában az OSS titkosszolgálatnál a Távol-Keleten szolgált a második világháborúban. A katonaság alatt kezdődött irodalmi karrierje, amikor is írt egy rövid történetet 1945-ben, melyet hazaküldött felesége szórakoztatására. Az asszony MacDonald tudta nélkül megmutatta a The Story magazinnak, ahol ki is adták. Négy hónap után férje hazatért a háborúból, és teljesen a novellák írására adta a fejét, amelyek körülbelül 800 ezer szót tettek ki. 
20 novellát tervezett pár hét alatt megírni, tizennégy órát dolgozva a hét minden napján. A Dime Detective magazin meg is vette néhány rövid történetét. Akkortól kezdődött hivatásos írói pályája, amikor művei már több millió példányban keltek el. Közöttük a legjobb, díjnyertes, bestseller alkotások az Astounding (1948), The Brass Cupcake (1950), Wine of the Dreamers (1951) és a Ballroom of the Skies (1952) voltak.

## Művei

### A Travis McGee-sorozat
- The Deep Blue Good-by (1964)
- Nightmare in Pink (1964)
- A Purple Place for Dying (1964)
- The Quick Red Fox (1964)
- A Deadly Shade of Gold (1965)
- Bright Orange for the Shroud (1965)
- Darker than Amber (1966)
- One Fearful Yellow Eye (1966)
- Pale Gray for Guilt (1968)
- The Girl in the Plain Brown Wrapper (1968)
- Dress Her in Indigo (1969)
- The Long Lavender Look (1970)
- A Tan and Sandy Silence (1972)
- The Scarlet Ruse (1973)
- The Turquoise Lament (1973)
- The Dreadful Lemon Sky (1975)
- The Empty Copper Sea (1978)
- The Green Ripper (1979)
- Free Fall in Crimson (1981)
- Cinnamon Skin (1982)
- The Lonely Silver Rain (1985)

### Regények
- The Brass Cupcake (1950)
- Murder for the Bride (1951)
- Judge Me Not (1951)
- Weep for Me (1951)
- The Damned (1952)
- Dead Low Tide (1953)
- The Neon Jungle (1953)
- Cancel All Our Vows (1953)
- All These Condemned (1954)
- Area of Suspicion (1954)
- Contrary Pleasure (1954)
- A Bullet for Cinderella, vagy On the Make) (1955)
- Cry Hard, Cry Fast (1956) Robin, 2002 ISBN 88-7371-093-X
- April Evil (1956)
- Border Town Girl, vagy Five Star Fugitive) (1956)
- Murder in the Wind, vagy Hurricane) (1956)
- You Live Once, vagy You Kill Me (1956)
- Death Trap (1957)
- The Price of Murder (1957)
- The Empty Trap (1957)
- A Man of Affairs (1957)
- The Deceivers (1958)
- Clemmie (1958)
- The Executioners, vagy Cape Fear (1958) A. Mondadori, 1992 ISBN 88-04-35320-1
- Soft Touch (1958)
- Deadly Welcome (1959)
- The Beach Girls (1959)
- Please Write for Details (1959)
- The Crossroads (1959)
- Slam the Big Door (1960)
- The Only Girl in the Game (1960)
- The End of the Night (1960)
- Where is Janice Gantry?) (1961)
- One Monday We Killed Them All (1962)
- A Key to the Suite (1962)
- A Flash of Green (1962)
- I Could Go On Singing (1963)
- On the Run (1963)
- The Drowner (1963)
- The Last One Left (1966)
- Condominium (1977)
- One More Sunday (1984)
- Barrier Island (1986)

### Antológiák
- The Lethal Sex (1959)
- End of the Tiger and Other Stories (1966)
- S*E*V*E*N (1971)
- Other Times, Other Worlds (1978)
- The Good Old Stuff (1982)
- Two (1983)
- More Good Old Stuff (1984)

### Sci-fi
- Wine of the Dreamers (1951)
- Ballroom of the Skies (1952)
- The Girl, the Gold Watch & Everything (1962)

### Esszék
- The House Guests (1965)
- No Deadly Drug (1968)
- Nothing Can Go Wrong (1981)
- A Friendship: The Letters of Dan Rowan and John D. MacDonald 1967–1974 (1986)
- Reading for Survival (1987)

## Magyarul
- Bíbor szabadesés. Bűnügyi regény; ford. Falvay Mihály; Európa, Bp., 1985 (Fekete könyvek)

## Fordítás
- Ez a szócikk részben vagy egészben  a   John D MacDonald című olasz Wikipédia-szócikk ezen változatának fordításán alapul.  Az eredeti cikk szerkesztőit annak laptörténete sorolja fel. Ez a jelzés csupán a megfogalmazás eredetét és a szerzői jogokat jelzi, nem szolgál a cikkben szereplő információk forrásmegjelöléseként.